# Итлинген
Итлинген (њем. Ittlingen) општина је у њемачкој савезној држави Баден-Виртемберг. Једно је од 46 општинских средишта округа Хајлброн. Према процјени из 2010. у општини је живјело 2.485 становника. Посједује регионалну шифру (AGS) 8125047.

## Географски и демографски подаци
Итлинген се налази у савезној држави Баден-Виртемберг у округу Хајлброн. Општина се налази на надморској висини од 181 метра. Површина општине износи 14,1 km². У самом мјесту је, према процјени из 2010. године, живјело 2.485 становника. Просјечна густина становништва износи 176 становника/km².